# 連鎖反應 (綜藝)
連鎖反應》 為韓國Coupang Play的綜藝節目。該節目找來四位男性與四位女性一同前往塞班島共度十天的時間。每天會將一對男女以鏈條方式綁住他們的手環，在宣佈之前皆不可取下，以加速認識、拉近彼此之距離。

## 主持
- 劉寅娜，演員
- Zico，歌手
- 李陳鎬，喜劇演員
- 侑廷，歌手

## 出演者
- 按首集登場順序

### 女出演者
| 姓名   | 韓文   | 出生年份/年齡 | 職業           | 個人資訊 | 備註      |
| ------ | ------ | ------------- | -------------- | -------- | --------- |
| 吉允靜 | 길윤정 | 2003 / 20歲   | 大學生         |          |           |
| 安勝妍 | 안승연 | 2000 / 23歲   | 主播           |          |           |
| 崔宋賢 | 최송현 | 1994 / 29歲   | 會計師         |          |           |
| 崔孝珠 | 최효주 | 1998 / 25歲   | 韓國傳統音樂家 |          |           |
| Lisa   |        | 1994 / 29歲   | 模特兒         |          | EP 3 加入 |

### 男出演者
| 姓名   | 韓文   | 出生年份/年齡 | 職業               | 個人資訊     | 備註      |
| ------ | ------ | ------------- | ------------------ | ------------ | --------- |
| 姜京宇 | 강경우 |               | 餐飲與品牌行銷人員 |              |           |
| 金勝俊 | 김승준 | 1998 / 25岁   | 游泳教練 / 模特兒  |              |           |
| 李承載 | 이승재 | 2000 / 23歲   | 律師               |              |           |
| 李成賢 | 이성현 | 1994 / 29岁   | 泰拳國家隊選手     |              |           |
| 孫英錫 | 손영석 | 1994 / 29歲   | 上班族             | 三星首爾醫院 | EP 3 加入 |

## 劇情 (部份推理)

### 鏈條情侶對象
| 日期   | 女出演者 | 男出演者 | 是否出外約會 | 備註                                            |
| ------ | -------- | -------- | ------------ | ----------------------------------------------- |
| 第一天 | 吉允靜   | 金勝俊   | 否           | 外出買菜組                                      |
| 第一天 | 安勝妍   | 李承載   | 否           | 外出買菜組                                      |
| 第一天 | 崔宋賢   | 姜京宇   | 否           |                                                 |
| 第一天 | 崔孝珠   | 李成賢   | 否           |                                                 |
| 第二天 | 吉允靜   | 李承載   | 否           |                                                 |
| 第二天 | 安勝妍   | 李成賢   | 是           |                                                 |
| 第二天 | 崔宋賢   | 金勝俊   | 是           |                                                 |
| 第二天 | 崔孝珠   | 姜京宇   | 否           |                                                 |
| 第三天 | 吉允靜   | 無       | 否           |                                                 |
| 第三天 | 安勝妍   | 孫英錫   | 是           | 由女方選擇與新加入成員一起                      |
| 第三天 | 崔宋賢   | 無       | 否           |                                                 |
| 第三天 | 崔孝珠   | 無       | 否           |                                                 |
| 第四天 | 安勝妍   | 姜京宇   | 否           | 由男方選擇                                      |
| 第四天 | 安勝妍   | 李承載   | 否           | 由男方選擇                                      |
| 第四天 | 安勝妍   | 孫英錫   | 否           | 由男方選擇                                      |
| 第四天 | 崔孝珠   | 金勝俊   | 否           | 由男方選擇                                      |
| 第四天 | 崔孝珠   | 李成賢   | 否           | 由男方選擇                                      |
| 第五天 | 吉允靜   | 李成賢   | 否           | - 由女方選擇 - 從今天起鏈條由1.5公尺縮短為1公尺 |
| 第五天 | 安勝妍   | 姜京宇   | 否           | - 由女方選擇 - 從今天起鏈條由1.5公尺縮短為1公尺 |
| 第五天 | 崔宋賢   | 李承載   | 否           | - 由女方選擇 - 從今天起鏈條由1.5公尺縮短為1公尺 |
| 第五天 | 崔孝珠   | 金勝俊   | 否           | - 由女方選擇 - 從今天起鏈條由1.5公尺縮短為1公尺 |
| 第五天 | Lisa     | 孫英錫   | 否           | - 由女方選擇 - 從今天起鏈條由1.5公尺縮短為1公尺 |
| 第五天 | 吉允靜   | 孫英錫   | 否           | 祕密投票好感度最後的人留在無人島                |
| 第六天 | 吉允靜   | 姜京宇   | 否           | 由比賽勝出的鏈條王「崔孝珠」決定人選            |
| 第六天 | 安勝妍   | 金勝俊   | 否           | 由比賽勝出的鏈條王「崔孝珠」決定人選            |
| 第六天 | 崔宋賢   | 李成賢   | 否           | 由比賽勝出的鏈條王「崔孝珠」決定人選            |
| 第六天 | Lisa     | 李承載   | 否           | 由比賽勝出的鏈條王「崔孝珠」決定人選            |
| 第六天 | 崔孝珠   | 孫英錫   | 是           | 鏈條王福利                                      |
| 第七天 | 安勝妍   | 姜京宇   | 遊艇水上活動 | 今天為自由活動約會日，不綁鏈條                  |
| 第七天 | Lisa     | 孫英錫   | 遊艇水上活動 | 今天為自由活動約會日，不綁鏈條                  |
| 第七天 | 崔宋賢   | 孫英錫   | 遊艇水上活動 | 今天為自由活動約會日，不綁鏈條                  |
| 第七天 | 崔孝珠   | 李成賢   | 跳傘活動     | 今天為自由活動約會日，不綁鏈條                  |
| 第七天 | 吉允靜   | 金勝俊   | 飛機觀光導覽 | 今天為自由活動約會日，不綁鏈條                  |
| 第七天 | 安勝妍   | 姜京宇   | 外出約會     | 今天為自由活動約會日，不綁鏈條                  |
| 第七天 | 崔孝珠   | 金勝俊   | 外出約會     | 今天為自由活動約會日，不綁鏈條                  |

### 祕密投票自填出演者異性好感度排名
| 日期   | 出演者 | 第一名 | 第二名 | 第三名 | 第四名 | 第五名 |
| ------ | ------ | ------ | ------ | ------ | ------ | ------ |
| 第五天 | 姜京宇 | 安勝妍 | 崔孝珠 | Lisa   | 吉允靜 | 崔宋賢 |
| 第五天 | 金勝俊 | 崔孝珠 | 安勝妍 | 崔宋賢 | 吉允靜 | Lisa   |
| 第五天 | 李承載 | Lisa   | 安勝妍 | 崔孝珠 | 崔宋賢 | 吉允靜 |
| 第五天 | 李成賢 | 崔孝珠 | 安勝妍 | Lisa   | 崔宋賢 | 吉允靜 |
| 第五天 | 孫英錫 | 崔宋賢 | Lisa   | 崔孝珠 | 安勝妍 | 吉允靜 |
| 第五天 | 吉允靜 | 金勝俊 | 姜京宇 | 李承載 | 李成賢 | 孫英錫 |
| 第五天 | 安勝妍 | 姜京宇 | 李承載 | 金勝俊 | 李成賢 | 孫英錫 |
| 第五天 | 崔宋賢 | 李成賢 | 李承載 | 孫英錫 | 金勝俊 | 姜京宇 |
| 第五天 | 崔孝珠 | 李成賢 | 金勝俊 | 孫英錫 | 姜京宇 | 李承載 |
| 第五天 | Lisa   | 孫英錫 | 李成賢 | 姜京宇 | 金勝俊 | 李承載 |

### 最終選擇
女生選擇
- 吉允靜 → 金勝俊
- 安勝妍 → 姜京宇 ♥
- 崔宋賢 → 不做選擇
- 崔孝珠 → 李成賢  ♥
- Lisa → 孫英錫 ♥

男生選擇
- 姜京宇 → 安勝妍 ♥
- 金勝俊 → 崔孝珠；拒絕吉允靜
- 李承載 → 不做選擇
- 李成賢 → 崔孝珠 ♥
- 孫英錫 → Lisa ♥

## 外部連結
- YOUTUBE列表 （页面存档备份，存于） 